# Gunnhild Øyehaug
Gunnhild Øyehaug (ur. 9 stycznia 1975 w Voldzie) – norweska pisarka i poetka, laureatka Nagrody Doblouga.

## Życiorys
Øyehaug jest autorką wierszy, esejów, opowiadań i powieści. Mieszka w Bergen i wykłada na akademii twórczego pisania w okręgu Hordaland. Do 2005 współpracowała z magazynem literackim „Vagant”, po czym do 2009 roku pisała dla magazynu „Kraftsentrum”, którego była współzałożycielką. Zajmowała się także krytyką literacką na łamach gazet „Morgenbladet” i „Klassekampen”.      
W 1998 zadebiutowała tomikiem poezji Slaven av blåbæret. Jej następną książką był zbiór opowiadań Knutar, który ukazał się sześć lat później. Opowiadania Øyehaug są często żartobliwe i nieco surrealistyczne, niedługie oraz intelektualnie zdyscyplinowane. Gdy skupia się na ludzkiej świadomości, dzięki prostocie i bezpośredniości stylu udaje się jej uniknąć pretensjonalności i nudy.  W 2008, publikacja pierwszej powieści Czekaj, mrugaj była momentem przełomowym jej kariery. Dzieło zostało zekranizowane w 2015 roku pod tytułem Kvinner i for store herreskjorter (Kobiety w za dużych męskich koszulach); Øyehaug była współautorką scenariusza.      

## Nagrody
W 2006 roku Øyehaug zdobyła stypendium Bjørnsona (Bjørnsonstipendiet), rok później została laureatką Nagrody Doblouga i Sult-prisen. W 2018 dostała nominację do nagrody National Book Award w nowo powstałej kategorii literatury obcojęzycznej przełożonej na angielski.

## Twórczość
- 1998: Slaven av blåbæret – poezja
- 2004: Knutar – opowiadania
- 2006: Stol og ekstase – eseje
- 2008: Vente, blinke – wyd. polskie: Czekaj, mrugaj. Anna Krochmal i Robert Kędzierski (tłum.). Wydawnictwo Pauza, 2019. ISBN 978-83-952038-6-2. Brak numerów stron w książce
- 2014: Undis Brekke – powieść
- 2016: Draumeskrivar – opowiadania[1]
- 2018: Presens maskin[4]
- 2020: Vonde blomar – opowiadania[8]